# نيل أودونيل (لاعب كرة قدم أمريكية)
نيل أودونيل (بالإنجليزية: Neil O'Donnell)‏ هو لاعب كرة قدم أمريكية أمريكي، ولد في 3 يوليو 1966 في موريستاون في الولايات المتحدة.

## وصلات خارجية
- نيل أودونيل على موقع إي إس بي إن.كوم (أن.أف.أل)3
- نيل أودونيل على موقع مرجع كرة القدم المحترفة.كوم (الإنجليزية)